# Pressefotografforbundet
Pressefotografforbundet er verdens ældste forbund for pressefotografer og fotojournalister stiftet i 1912. Det skete i en lejlighed på Bülowsvej i København, og ingen tænkte på at fotografere begivenheden.

## Forbundets historie
Oprettelsen skete kun fire år efter at dagbladet Politiken havde ansat Holger Damgaard som Danmarks første pressefotograf. Holger Damgaard var medstifterne af foreningen.
Forbundet havde kun de seks stiftende medlemmer: Holger Damgaard, Julius Aagaard, Rolstad, Asker Michelsen, Th. Larsen og A.W. Sandberg, men dette tal steg hurtigt. I 1927 fik forbundet sit første kvindelige medlem. I 1941 kom de første medlemmer fra provinsen med i det københavnsk dominerede forbund. Medlemstallet var da på 25.
Ved forbundets 50 års jubilæum i 1962 var der 148 medlemmer, mens der ved 75-års-jubilæet i 1987 var 428. I 2011 er medlemstallet på 838.
I 1967 blev Pressefotografforbundet en del af Dansk Journalistforbund.
Blandt medlemmerne er bl.a. danske fotografer som Tine Harden, Henrik Saxgren og Charlotte Østervang.

## Årets Pressefoto
Pressefotografforbundet står bag Årets Pressefoto, hvor den første udstilling blev afholdt i 1974. Her konkurrerer medlemmerne om at vinde titlen som Årets Pressefotograf og Årets Pressefoto, ligesom der konkurreres i en lang række andre kategorier.
Blandt vinderne i de forskellige kategorier har været Jørn Stjerneklar og Sofie Amalie Klougart.

## Formænd
- 1912-27 Julius Aagaard
- 1927-29 Vittus Nielsen
- 1929-32 Alfred Müller
- 1932-38 Holger Damgaard
- 1938-39 Tage Christensen
- 1939-41 Holger Damgaard
- 1941-42 Tage Christensen
- 1942-50 Vittus Nielsen
- 1950-51 Erling Fut Jensen
- 1951 Vittus Nielsen
- 1951 Walther Månsson
- 1951-54 Carl Rasmussen
- 1954-62 Jacob Maarbjerg
- 1962 Carl Dørge (fungerende)
- 1962-67 Jacob Maarbjerg
- 1967-76 Mogens Holmberg
- 1976-80 Ib Rahbek-Clausen
- 1980-83 Bjarne Lüthcke
- 1983-86 Jens-Kristian Søgård
- 1986-88 Ole Bjørndal Bagger
- 1988-90 Bent Paulsen
- 1990-98 Hans Otto
- 1998-20 Lars Lindskov
- 2020-     Sisse Stroyer

## Eksterne links
- Pressefotografforbundets hjemmeside
- Årets Pressefoto